# Plateaux (département)
Pour les articles homonymes, voir Plateau.
Le département des Plateaux est l'un des départements de la république du Congo, situé dans le centre du pays. Son chef-lieu est Djambala.

## Situation
Il a pour départements voisins la Lékoumou, la Cuvette et le Pool. Il a aussi une frontière avec la république démocratique du Congo et le Gabon.
|             | Cuvette  | Équateur   |
| Haut-Ogooué | Plateaux | Mai-Ndombe |
| Lékoumou    | Pool     |            |

## Paysage

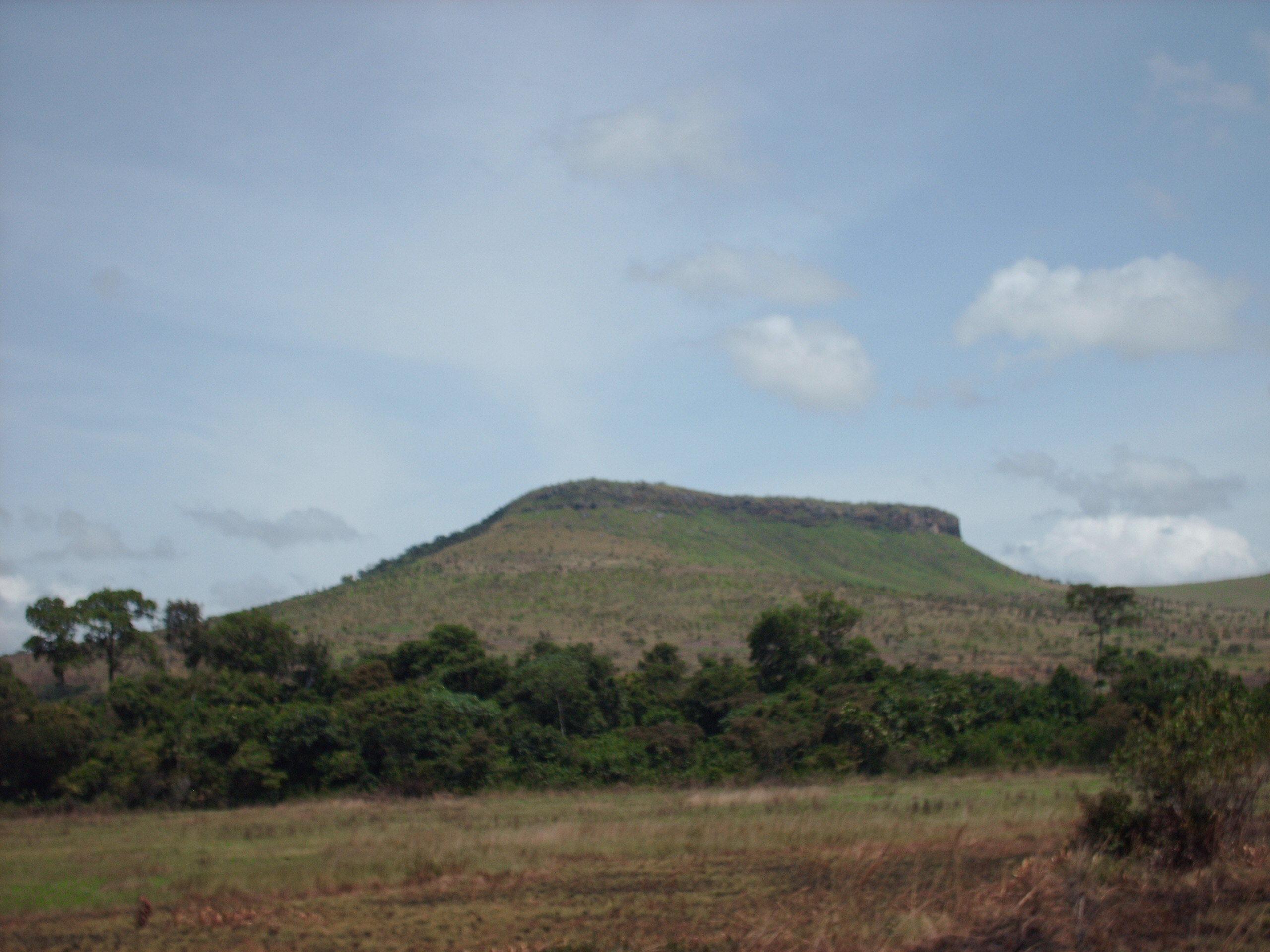
Paysage du département des Plateaux, vu depuis la route nationale 2.

## Districts
- Abala
- Allembé
- Djambala
- Gamboma
- Lékana
- Makotipoko
- Mbon
- Mpouya
- Ngo
- Ollombo
- Ongogni